# Lemkühnen
Lemkühnen war ein Ort im Kreis Heiligenbeil in Ostpreußen. Seine Ortsstelle liegt heute im Bereich des Munizipalkreises Rajon Bagrationowsk (Stadtkreis Preußisch Eylau) in der Oblast Kaliningrad (Gebiet Königsberg (Preußen)) der Russischen Föderation.

## Geographische Lage
Die Ortsstelle Lemkühnens liegt im südlichen Westen der Oblast Kaliningrad, 20 Kilometer nordöstlich der früheren Kreisstadt Heiligenbeil (russisch Mamonowo) bzw. 27 Kilometer nordwestlich der heutigen Rajonshauptstadt Bagrationowsk (deutsch Preußisch Eylau).

## Geschichte
Die erste urkundliche Erwähnung des seinerzeitigen Orts Lemkin erfolgte im Jahre 1507. Nach 1507 hieß das kleine Gut Lemgkyn, vor 1600 Lemkiehnen, nach 1620 Lemckühnen, nach 1748 Lemkiehnen und nach 1820 Lemkühnen.
Als Vorwerk gehörte Lemkühnen zum Gutsbezirk Dösen (russisch Skworzowo). Aus diesem wurde es am 10. August 1874 herausgegliedert und als Gutsbezirk verselbständigt, zudem noch  dem unmittelbar zuvor errichteten Amtsbezirk Wesselhöfen (russisch Puschkino) im ostpreußischen Kreis Heiligenbeil zugeordnet.
Am 15. Juli 1899 wurden Teile des Gutsbezirks Lemkühnen in die Stadtgemeinde Zinten (russisch Kornewo) umgegliedert. Die Einwohnerzahl des Gutsdorfs belief sich im Jahre 1910 auf 42.
Am 30. September 1928 verlor Lemkühnen seine Eigenständigkeit als Gutsbezirk, als es sich mit dem Nachbargutsbezirk Dösen zur neuen Landgemeinde Dösen zusammenschloss.
Anlässlich der Teilung der Provinz Ostpreußen 1945 in Kriegsfolge kam Lemkühnen zum nördlichen Teil, der an die Sowjetunion abgetreten wurde. Nur sechs Kilometer weiter südlich verlief die russisch-polnische Staatsgrenze. Bereits in den ersten Nachkriegsjahren verlor sich die Spur des Dorfes, für das eine russische Namensgebung nicht bekannt ist, auch nicht seine etwaige Zugehörigkeit zu einem Dorfsowjet. Wohl wegen seiner Grenzlage war Lemkühnen kein bevorzugter Siedlunsgort, er dürfte bald verlassen und gar verwaist gewesen sein. Heute gilt er als untergegangen. Seine Ortsstelle liegt heute im Munizipalkreis Rajon Bagrationowsk (Stadtkreis Preußisch Eylau) in der russischen Oblast Kaliningrad (Gebiet Königsberg (Preußen)).

## Religion
Die überwiegend evangelische Bevölkerung Lemkühnens war bis 1945 in das Kirchspiel der Kirche Zinten (russisch Kornewo) in der Kirchenprovinz Ostpreußen der Kirche der Altpreußischen Union eingepfarrt.

## Verkehr
Die nur noch schlecht erkennbare Ortsstelle Lemkühnens liegt westlich der Straße Kornewo (Zinten)–Laduschkin (Ludwigsort) und ist über einen Abzweig wenige Kilometer von Kornewo entfernt zu erreichen. Bis 1945 war Zinten die nächste Bahnstation.